# Bernhard Heinrich Frister

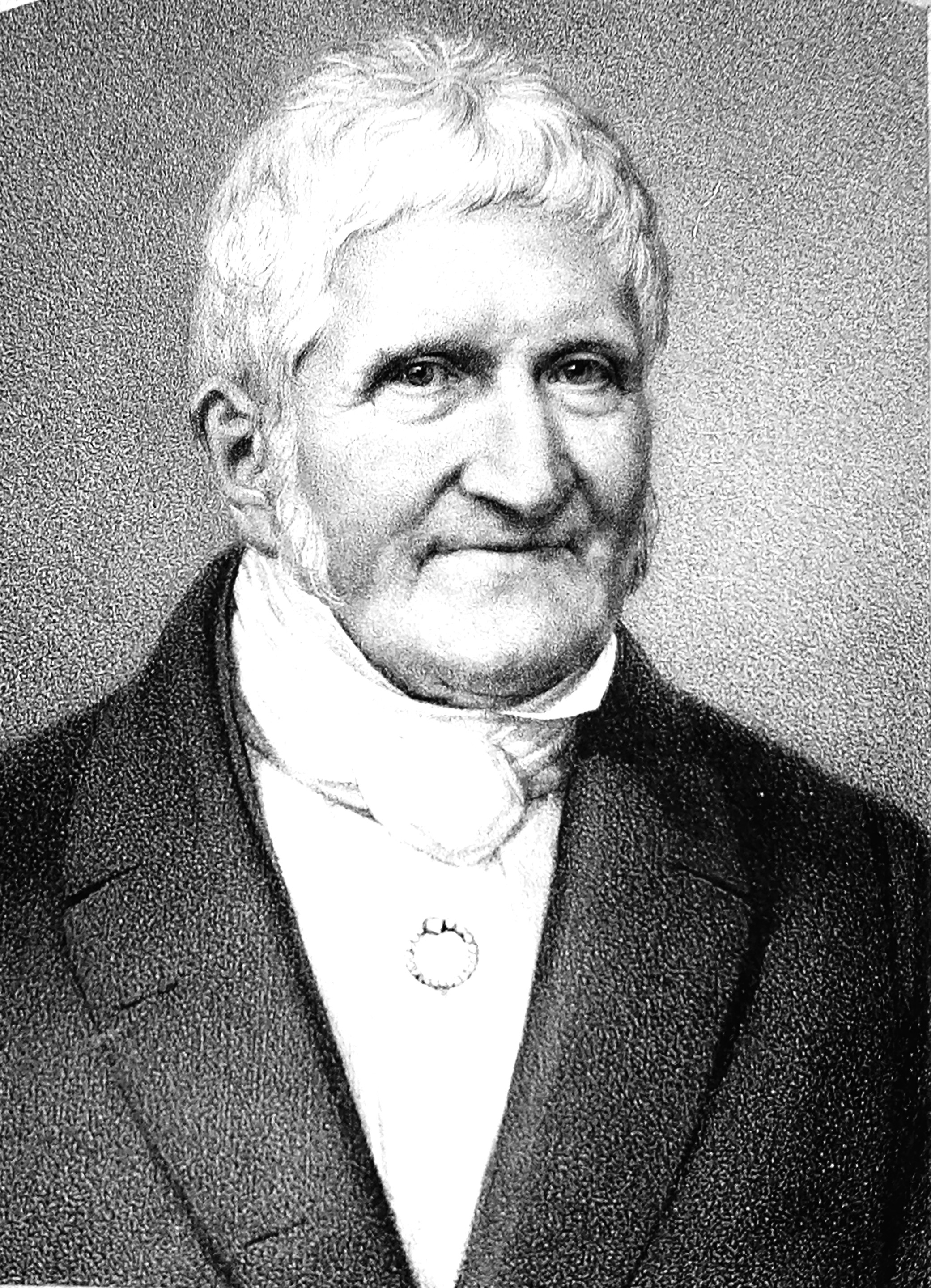
Bernhard Heinrich Frister

Bernhard Heinrich Frister (* 22. Dezember 1778 in Lübeck; † 10. Juni 1861 ebenda) war ein deutscher Politiker und Bürgermeister der Hansestadt Lübeck.
Frister studierte Rechtswissenschaften in Göttingen und wurde dort mit seiner Dissertation de privilegio creditorum personali 1804 zum Dr. beider Rechte promoviert. Nach dem Studium wurde er 1804 Advokat in Lübeck und 1806 zweiter Senatssekretär, 1818 erster Sekretär. 1821 wurde Frister in den Rat gewählt und 1833 Bürgermeister. Tätig war er im Justizwesen, in der Steuerdeputation und im Finanzdepartement. Lange Jahre war er Vorsitzender des Obergerichts. Am 11. Juni 1856 wurde sein 50-jähriges Amtsjubiläum gefeiert.